# Grand Prix Simulator
Grand Prix Simulator — компьютерная игра в жанре автосимулятор, разработанная братьями Оливер для компьютеров Amstrad CPC и изданная компанией Codemasters в июне 1987 года. В последующем игра была портирована на платформы ZX Spectrum, Atari ST, Commodore 64. Распространением в Испании занималась компания Serma Software, а в дальнейшем Grand Prix Simulator переиздавалась в составе нескольких сборников. В апреле 1989 года вышла вторая игра серии — Grand Prix Simulator 2.
Grand Prix Simulator предлагает прохождение 14 трасс с гонками на выбывание, в которых участвует 2 или 3 гонщика. На каждой из трасс необходимо пройти три круга, а за более быстрое прохождение начисляются дополнительные очки. В игре имеется режим для двух игроков, управляющих своими машинами одновременно.
Игровая пресса положительно встретила оригинальную версию для Amstrad CPC, отметив высокое качество графики и игрового процесса. Некоторых нареканий удостоилась версия для ZX Spectrum, где некоторые критики жаловались на проблемы графики и анимации, а также не все оказались удовлетворены качеством игрового процесса. Вместе с тем, для версии на ZX Spectrum были оставлены положительные отзывы по звуковому сопровождению и музыке.

## Игровой процесс

Игровой процесс Grand Prix Simulator, версия для ZX Spectrum: на третьей трассе соревнуются два гонщика; одна из машин проезжает мост, вторая проходит поворот с заблаговременным манёвром и собирается взять бонус (мотолок).

Игра представляет собой гоночный автосимулятор, выполненный в двухмерной графике с видом сверху (с высоты птичьего полёта), и при этом во время соревнований всегда видна вся трасса. Во время гонок игроки последовательно проходят 14 трасс до выбивания, которое происходит либо в случае, если гонщик не укладывается в предельное время, либо если машина приходит на финиш последней. Если гонщик сходит с трассы, то для него игра заканчивается.
Заезд представляет собой прохождение трёх кругов трассы на время, и в одном заезде участвуют либо два, либо три гонщика. Если выбран режим игры для вух игроков, то они управляют своими машинами одновременно, и на трассу выходит третья машина, которой управляет компьютер. Если в игре только один игрок, то в гонке участвует две машины — его компьютерный противник. В зависимости от времени прохождения по завершении даются очки. Дополнительные очки могут быть заработаны посредством подбора появляющихся в случайных местах различных предметов-бонусов (см. илл).
Во время прохождения трассы необходимо соблюдать баланс разгона и торможения, обходить препятствия, и контролировать машину при прохождении поворотов. Трасса осложнена мостами, при проезде под которыми игрок не видит свою машину, а также лужами, на которых машина теряет сцепление с дорогой. По мере прохождения трасс управляемый компьютером противник лучше справляется с управлением и быстрее проходит трассы, и таким образом игра усложняется и формирует свой вызов.

## Разработка и выпуск
Игра разработана братьями Оливер, которые также занимались программированием Grand Prix Simulator. Графические работы и дизайн были выполнены Найджел Флетчер (англ. Nigel Fletcher), композитором выступил Дэвид Уиттэйкер.
После выпуска Grand Prix Simulator на Amstrad CPC Activision сообщила, что Grand Prix Simulator во многом повторяет их игру Super Sprint, и сообщила о нарушении прав, так как их игра лицензирована.
Изначально Grand Prix Simulator была разработана для Amstrad CPC, а в дальнейшем портирована на ZX Spectrum. В последнем участвовал Серж Дусанг (англ. Serge Dousang), а над графикой на этой платформе работал Мервин Джеймс (англ. Mervin James).
В 1989 году игра вошла в состав сборника The CD Games Pack (сборник игровых программ Codemasters, 1989), в 1990 году в сборник Quattro Sports (спортивная четвёрка), а в 1991 году в сборник Mega-Hot (мега-горячие [игры]).

## Оценки и мнения
| Иноязычные издания    | Иноязычные издания | Иноязычные издания | Иноязычные издания | Иноязычные издания |
| Издание               | Оценка             | Оценка             | Оценка             | Оценка             |
| Издание               | Amstrad CPC        | Atari ST           | Commodore 64       | ZX Spectrum        |
| --------------------- | ------------------ | ------------------ | ------------------ | ------------------ |
| ACE                   |                    |                    |                    | 732                |
| ASM                   |                    | [ 11 ]             |                    |                    |
| Amstrad Computer User | 58/60              |                    |                    |                    |
| Crash                 |                    |                    |                    | 42 %               |
| Happy Computer        |                    |                    | 73 %               |                    |
| Power Play            |                    |                    | 60 %               |                    |
| Sinclair User         |                    |                    |                    | 8/10               |
| Your Sinclair         |                    |                    |                    | 7/10               |
| HC Spiele-Sonderteil  |                    |                    | 70 %               |                    |

Журналисты Amstrad Computer User встретили Grand Prix Simulator восторженно. Рецензия проводилась тремя критками, первый из которых описал игру как «абсолютно блестящей», похвалив хорошо прорисованную графику и сообщив, что начав играть, сложно остановиться. Второй из обозревателей заметил сходство с Super Sprint, но посчитал, что Grand Prix Simulator превосходна, отметив при этом хорошо выбранное нарастание сложности. Третий журналист согласился с коллегами по качеству игры и со своей стороны отметил, что остался довольным наличием режима для двух игроков.
Редакция ACE посчитала, что братья Оливер «допустили осечку» в разработке автосимулятора. Согласно обзору, у игры получились кляксовые спрайты и весьма нереалистичная физика прохода поворотов. Но, несмотря на это, получилось довольно увлекательно и игра стоит того, чтобы на неё посмотреть.
Первый из критиков Crash сообщил, что игра ужасна, так как игроку сложно найти на трассе свою машину, и, как следствие, игра достойна десяти минут времяпровождения. Второй журналист пожаловался на плохое качество исполнения графики — некорректное использование цветов, которые по атрибутам налагаются на машины во время прохождения трассы. Далее обозреватель посчитал, что игра не стоит того, чтобы её покупать, даже тем, кто является любителем гонок. Третий критик пожаловался на то, что по поводу Grand Prix Simulator было много шума, а после знакомства с ней пришло разочарование: у игры плохой контроль машин, гонки изображены маленькими, а удовлетворение только от эмуляции речи. В заключение сообщил, что игроки могут купить Grand Prix Simulator на свой страх и риск.
Обозреватель Sinclair User оказался удовлетворён графикой, но пожаловался на недостаточную сложность трасс. В то же время, критик заметил мосты, скрывающие машины игроков, а также более узкие участки трасс, позволяющие уменьшить расстояние при прохождении по кругу. Журналист высоко оценил музыку, играющую на старте игры, а также звуковое сопровождение в виде речи, отсчитывающие старт.
Журналист Your Sinclair заметил, что машины игроков выглядят похоже, и поэтому их бывает сложно различить. Ещё одной замеченной проблемой стало накладывание атрибутов. Из положительных моментов было отмечено великолепное звуковое сопровождение, а также увлекательность игрового процесса.